# H.A.T.E.
H.A.T.E.（ヘイト）は、女子プロレス団体スターダムの2024年7月に結成されたヒールユニット。団体に拘らず女子プロレス界ナンバーワンのヒールユニットになることを掲げている。
「H.A.T.E.」は略語であり、Harass（嫌がらせをする、苦しめる）、Abuse（悪用、不正使用、虐待）、Terrorize（恐れさせる、脅す、威嚇する）、Eradicate（全滅させる、撲滅する）とそれぞれ意味が込められていることをテクラが明かしている。

## 歴史
2024年
- 7月28日、札幌大会においてヒールユニット「大江戸隊」を率いていた刀羅ナツコがスターダム最高峰のタイトル「ワールド・オブ・スターダム王座」を戴冠したことにより「大江戸隊でやり残したことねえんだわ。今日で大江戸隊は解散」「今日から（中略）新ユニット『H.A.T.E.（ヘイト）』の誕生だ!」と発言し新ヒールユニットとして結成[2][3]。大江戸隊のメンバーに加え、ただ一人Queen's Questとして活動していた上谷沙弥がヒールターンし、結成メンバーとして名を連ねた。
- 8月4日、浜松大会にて行われたアーティスト・オブ・スターダム王座戦後にH.A.T.E.のメンバー全員がリング内に乱入し、中野たむ、安納サオリ、なつぽい組を蹂躙。ヒールユニットとしての本格稼働を開始する。[4]
- 8月31日（日本時間）、渡辺桃がメルセデス・モネが持つSTRONG女子王座に挑戦[5]
- 9月13日、「NEW BLOOD 14」名古屋大会において、それまでサポートメンバーとして参加していたJTOの稲葉あすさが正式にH.A.T.E.加入を表明[6]
- 9月27日、センダイガールズプロレスリングの新宿大会に渡辺桃と琉悪夏がH.A.T.E.として初の女子プロレス他団体試合に出場。
- 9月28日、渡辺桃が「H.A.T.E.で全団体のベルトを制覇して女子プロレス最強のユニットだと示す」と全女子プロレス団体へ宣戦布告[7]
- 10月2日、後楽園ホール大会で行われたCOSMIC ANGELSとのイリミネーションマッチにおいて、テクラが男子プロレスラーのクラーク・コナーズを試合に乱入させる。[8]
- 10月10日、Sukebanのロンドン公演に小波が出場[9]
- 10月13日、ワールド女子プロレス・ディアナの後楽園ホール大会にて、吏南がプロレスリングWAVEの炎華と組みジャガー横田＆ななみ組とタッグマッチで対戦。渡辺桃が梅咲遥とシングルマッチで対戦。[10]
- 10月14日、センダイガールズプロレスリングの札幌大会において刀羅ナツコ＆琉悪夏組が、チーム200キロ（橋本千紘＆優宇）が持つセンダイガールズワールドタッグ王座に挑戦するも惜敗。[11]
- 11月2日、イギリスEVEに渡辺桃、小波が出場。[12]
- 11月4日、プロレスリングWAVEの後楽園ホール大会に上谷沙弥が出場し宮崎有妃が持つRegina di WAVE王座に挑戦し勝利。第22代王者となり、H.A.T.E.初の他団体タイトルホルダーとなる。[13]
- 11月17日、『Historic X-over Ⅱ ～新日本プロレス×STARDOM合同興行にテクラがクラーク・コナーズと、刀羅ナツコと上谷沙弥が、ゲイブ・キッド＆ドリラ・モロニーと組んで出場。渡辺桃が岩谷麻優とIWGP女子王座戦で対戦[14]
- 11月29日、YMZゴキゲンなプロレス主催「米山香織デビュー25周年記念大会☆」に刀羅ナツコ&小波&渡辺桃 withフキゲンです★が出場。[15]
- 12月6日、東京コミコン2024にて行われた「極悪女王コラボマッチ」に刀羅ナツコ、上谷沙弥、琉悪夏が出場。[16]
- 12月26日、NEW BLOOD17 東京・ニューピアホール大会において行われたNEW BLOODタッグ王座防衛戦にて、吏南＆稲葉あずさ組が月山和香＆HANAKO組に敗れタッグ王座を失う。[17]
- 12月27日、SEAdLINNNG BEYOND THE SEA Tag Championship 後楽園ホール大会にて、刀羅ナツコ＆琉悪夏が王者組（笹村あやめ&青木いつ希）と対戦。
- 12月29日、STARDOM DREAM QUEENDOM 2024 両国国技館大会において、渡辺桃＆テクラ組がゴッデス・オブ・スターダム王座防衛戦を行い敗れるも、上谷沙弥がワールド・オブ・スターダム王座選手権試合に挑戦し勝利。第20代王者となり、所属団体と他団体のシングル最高位の２冠チャンピオンとなる。

2025年
- 1月1日、プロレスリングWAVEの新宿FACE大会で行われたRegina di WAVEタイトル防衛戦にて上谷沙弥が勝利しタイトルを防衛。
- 1月5日、WRESTLE DYNASTY 東京ドーム大会において、渡辺桃がInternational Women’s Cup（海外３団体代表との4wayマッチ）に勝利。
- 1月13日、後楽園ホール大会において、テクラがアティーナ（AEW/ROH）とROH世界女子王座選手権試合にて対戦するも敗れる。[18]
- 2月12日、SEAdLINNNG ～Winter ends in SHINJUKU！ 東京・新宿FACE大会において、琉悪夏が花穂ノ利に勝利。[19]
- 3月2日、プロレスリングWAVEの後楽園ホール大会にて上谷沙弥が2度目のRegina di WAVEタイトル防衛戦で初代王者である桜花由美に勝利しタイトルを防衛。[20]
- 3月3日、STARDOM 後楽園ホール大会にてフキゲンです★が星来芽依とハイスピード王座タイトル戦に挑戦するも敗戦。[21]

- 3月3日、STARDOM 後楽園ホール大会にて上谷沙弥が中野たむとお互いの退団を掛けた「敗者退団マッチ」で対戦し勝利するもセコンドの介入や反則を駆使しての敗戦に納得のいかない中野たむに対し最後のチャンスを与えると発し、横浜アリーナ大会でワールド・オブ・スターダム王座と両者の引退を賭けた「敗者即引退マッチ」を行うことが決定。[22]
- 3月9日（現地時間）、渡辺桃がAEW Revolution ロサンゼルス大会においてメルセデス・モネが持つAEW・TBS王座に挑戦するも敗れる。[23]
- 4月1日、上谷沙弥がプロレスリングWAVEの新宿FACE大会にて炎華とのRegina di WAVEタイトル防衛戦に勝利。[24]
- 4月5日、上谷沙弥がプロレスリングWAVEの刈谷大会にてシン・広田さくらとの4度目のRegina di WAVEタイトル防衛戦に勝利。[25]
- 4月26日、両国国技館にて行われたウナギ・サヤカ自主興行に渡辺桃・吏南・琉悪夏・稲葉あずさ・フキゲンです★が出場。[26]
- 4月27日、横浜アリーナ大会でテクラが試合後にスタッフおよび社長に暴行を働きその場で社長から解雇を通告される。
- 同日、上谷沙弥が中野たむとワールド・オブ・スターダム王座と両者の引退を賭けた「敗者即引退マッチ」にて対戦し勝利。タイトルを防衛すると共に自身の引退を免れる。[27]

- 5月11日、上谷沙弥が後楽園ホール大会において玖麗さやかとのワールド・オブ・スターダム王座選手権試合に勝利しタイトルを防衛。[28]
- 5月23日、木村花メモリアルマッチ後楽園ホール大会に小波と吏南が出場。[29]
- 5月25日、新木場1stRINGで行われる極悪女王 極悪祭に刀羅ナツコが出場。[30]
- 5月28日、新宿FACEにて行われるゴキゲンプロレス旗揚げ戦☆にフキゲンです★が出場。[31]
- 5月30日、SEAdLINNNG 新木場1stRING大会に小波が出場。[32]
- 6月6日、吏南が暗黒プロレス組織666 後楽園ホール大会に出場[33]
- 6月17日、刀羅ナツコがSEAdLINNNG 新宿FACE大会に出場し光芽ミリアに勝利[34]。試合後、セコンドについていた渡辺桃・吏南・琉悪夏が乱入し対戦相手の光芽ミリアを蹂躙し団体に遺恨を残す。
- 7月14日、Sareee-ISM 新宿FACE大会にて、上谷沙弥＆刀羅ナツコがSareee＆彩羽匠と対戦。[35]
- 7月21日、札幌大会にて上谷沙弥がワールド・オブ・スターダム王座防衛戦でなつぽいと対戦し勝利。
- 7月24日、BMI2000が後楽園ホール大会にてゴッデス・オブ・スターダム王座戦に勝利し第36代王者となる。[36]
- 7月26日、BMI2000がSEAdLINNNG 新木場1stRING大会に参戦し、花穂ノ利&光芽ミリア組と対戦。[37]
- 7月29日、後楽園ホールにて行われた「ジャガー横田デビュー49周年記念大会」に上谷沙弥が出場。試合中の誤爆により尾崎真弓との間に遺恨を残す。[38]
- 8月10日、上谷沙弥がプロレスリングWAVEの後楽園ホール大会にてRegina di WAVEタイトル防衛戦に敗れタイトルを失う。
- 8月17日、OZアカデミーの後楽園大会に刀羅ナツコ、渡辺桃、小波、琉悪夏、吏南の5人がメインイベントのタイトルマッチ中にリングに乱入し試合をノーコンテストにしたうえで琉悪夏がタイトルベルトを強奪。刀羅ナツコがOZアカデミーに対し宣戦を布告し、9月6日のスターダム横浜武道館大会において尾崎魔弓とのシングルマッチが決定[39]
- 8月22日、BMI2000がSEAdLINNNG 〜10周年記念大会〜にて花穂ノ利、ウナギ・サヤカ組と対戦。

## メンバー

### 現在
| メンバー      | 加入          | 備考                     |
| ------------- | ------------- | ------------------------ |
| 刀羅ナツコ    | 2024年7月28日 | 初期メンバー（リーダー） |
| 上谷沙弥      | 2024年7月28日 | 初期メンバー             |
| 小波          | 2024年7月28日 | 初期メンバー             |
| 渡辺桃        | 2024年7月28日 | 初期メンバー             |
| 琉悪夏        | 2024年7月28日 | 初期メンバー             |
| 吏南          | 2024年7月28日 | 初期メンバー             |
| フキゲンです★ | 2024年7月28日 | 初期メンバー             |
| 稲葉あずさ    | 2024年9月13日 | JTO所属                  |

### 過去
| メンバー | 加入          | 脱退          | 備考               |
| -------- | ------------- | ------------- | ------------------ |
| テクラ   | 2024年7月28日 | 2025年4月27日 | 初期メンバー、解雇 |

## タッグチーム
PsyQueen
- 上谷沙弥
- 小波

BMI2000
- 刀羅ナツコ
- 琉悪夏

♥DEVIL/PRINCESS♥
- 吏南
- 稲葉あずさ

### 過去
H.A.T.E. SUPREME
- 渡辺桃
- テクラ

## サポートメンバー
- クラーク・コナーズ（BULLET CLUB・WAR DOGS）
- ゲイブ・キッド（BULLET CLUB・WAR DOGS）
- ドリラー・モロニー（BULLET CLUB・WAR DOGS）
- ラム会長（暗黒プロレス組織666）
- ダンプ松本（極悪同盟）
- ZAP（極悪同盟）

## タイトル歴
（戴冠順）
スターダム
- 第20代 ワールド・オブ・スターダム王座（上谷沙弥）
- 第18代 ワールド・オブ・スターダム王座（刀羅ナツコ）
- 第36代 ゴッデス・オブ・スターダム王座（刀羅ナツコ・琉悪夏）
- 第34代 ゴッデス・オブ・スターダム王座（渡辺桃・テクラ）
- 第10代 フューチャー・オブ・スターダム王座（吏南）
- 第3代 NEW BLOODタッグ王座（吏南・稲葉あずさ）

プロレスリングWAVE
- 第22代  Regina di WAVE王座（上谷沙弥）

## 入場曲
- Monstar（作編曲：松尾 昌樹）[40]